# 인천송현초등학교
인천송현초등학교는 대한민국 인천광역시 동구 송현동에 있는 공립 초등학교이다.

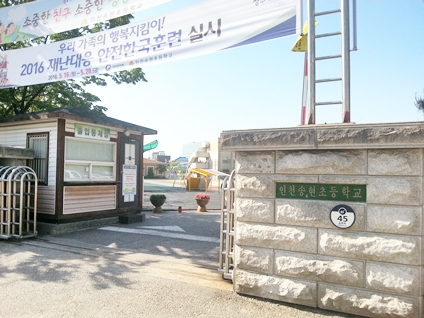
교문 사진

## 학교 연혁
| 1937년 | 4월 19일  | 인천송현공립보통학교 개교(2학급 140명, 설립인가 2월 23일) |
| 1938년 | 4월 1일   | 인천송현공립심상소학교로 개칭                             |
| 1941년 | 4월 1일   | 인천송현공립국민학교로 개칭                               |
| 1993년 | 6월 29일  | 야외교실(60m2) 신축                                       |
| 1995년 | 3월 1일   | 세어도분교장 통폐합                                       |
| 1996년 | 3월 1일   | 인천송현초등학교로 개칭                                   |
| 1998년 | 11월 10일 | 신관교사 준공(18개 교실)                                  |
| 2003년 | 9월 18일  | 신관 준공 (급식실 및 12개 교실)                           |
| 2005년 | 8월 25일  | 송현어린이집 개원                                         |
| 2006년 | 11월 22일 | 인조잔디 운동장 준공                                      |
| 2007년 | 12월 19일 | 생태숲 조성                                               |
| 2010년 | 2월 2일   | 돌봄교실 운영                                             |
| 2010년 | 5월 26일  | 솔마루 도서관 확장 이전                                   |
| 2012년 | 3월 15일  | 태양광발전기 설치                                         |
| 2012년 | 9월 19일  | 소리움터 구축(오케스트라부)                               |
| 2013년 | 1월 18일  | 보건실 증축(현대화 사업)                                  |
| 2013년 | 6월 18일  | 유치원 어린이놀이터 설치공사                              |
| 2013년 | 11월 9일  | 지역공동 영재학급 수료식(17명)                            |
| 2014년 | 8월 20일  | 진로활동실 리모델링                                       |
| 2015년 | 2월 25일  | 체육관 방과후교실 조성공사                                |
| 2017년 | 9월 1일   | 스마트탐구교실 개관                                       |
| 2018년 | 10월 4일  | 제6회 행복 나눔 사랑의 음악회 주관                        |
| 2018년 | 12월 7일  | 제5회 솔마루오케스트라 정기연주회                         |
| 2019년 | 9월 1일   | 제25대 김성자 교장 취임                                   |
| 2020년 | 2월 21일  | 제78회 졸업식(129명, 누계 31702명)                        |
| 2020년 | 3월 2일   | 29학급 편성(특수 2학급 포함)                              |

## 참고 문헌
- 인천송현초등학교 - 한국교육학술정보원 학교알리미